# جيسون باجارا
جيسون باجارا مواليد 17 يوليو 1992 في لايتي الجنوبية، الفلبين، هو ملاكم فلبيني محترف يصنف ضمن فئة وزن الوسط.

## إحصائيات
خاض خلال مسيرته 41 نزالا، فاز في 39 ولم يتعادل وخسر في 2. فاز بالضربة القاضية في 24 نزالا.

## روابط خارجية
- جيسون باجارا على موقع بوكس ريك (الإنجليزية) (registration required)